# Museum of Prostitution

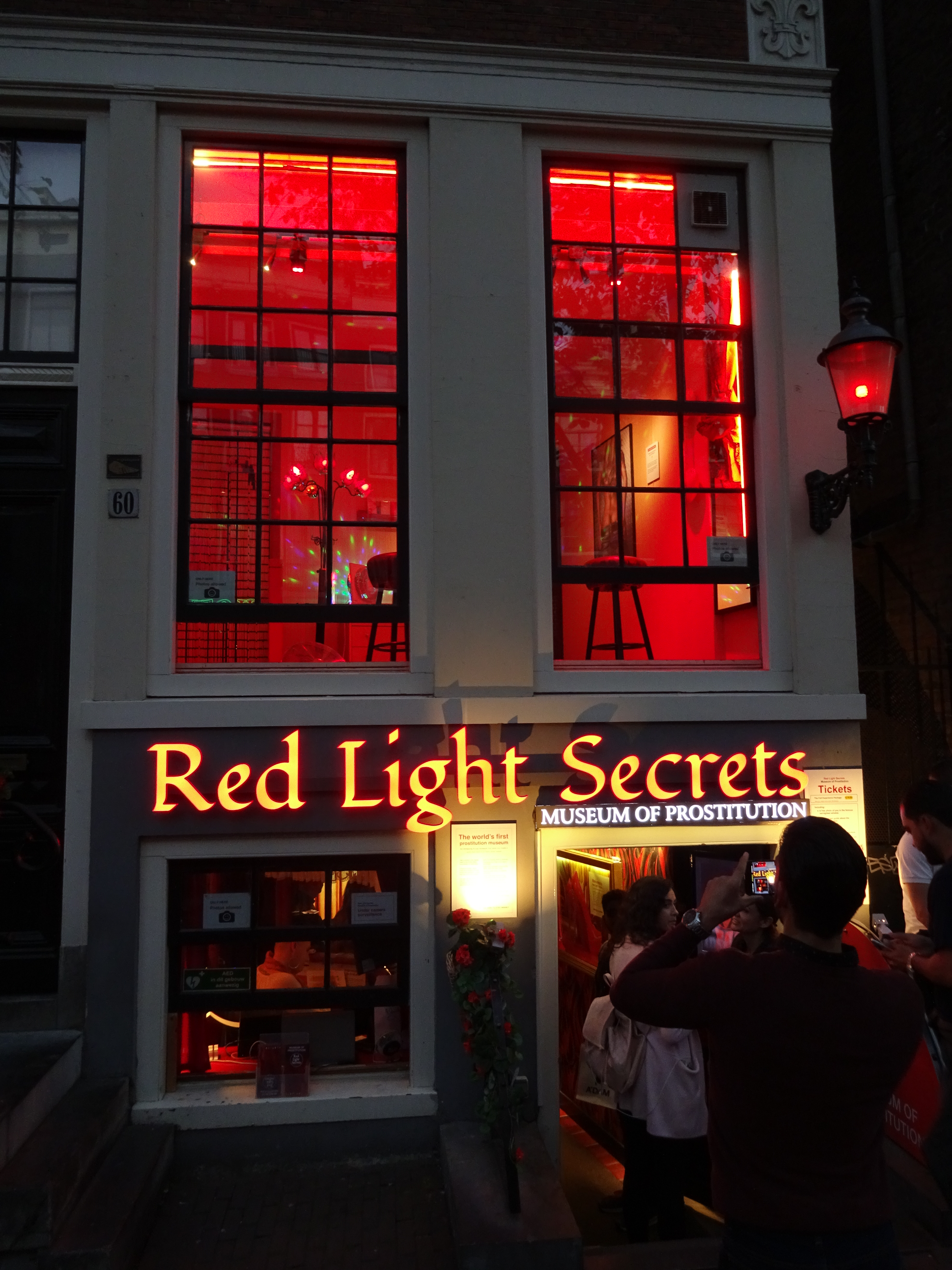
Eingang des Museums of Prostitution, Amsterdam

Das Museum of Prostitution in Amsterdam befindet sich mitten im Rotlichtviertel (De Wallen) der Amsterdamer Innenstadt in der Oudezijds achterburgwal 60. Es wurde im Februar 2014 eröffnet.
Das Museum zeigt die Geschichte der Prostitution in Amsterdam seit dem 14. Jahrhundert, von ihrer „Blütezeit“ im 17. Jahrhundert, über die Repression gegen die Prostitution zu Beginn des 18. Jahrhunderts, der kontrollierten Prostitution während der Napoleonischen Besatzung ab 1795, ihrem Verbot im späten 19. Jahrhundert bis zur offiziellen Legalisierung im Jahr 2000. Dargestellt werden auch die wirtschaftlichen Bedingungen der Prostituierten, die pro Fensterplatz bis zu 150 Euro Miete für eine 10-Stundenschicht zahlen, sowie die rechtlichen Bedingungen, um der Prostitution legal nachgehen zu dürfen. Die Ausstellung verschweigt auch nicht die Mordserie an Amsterdamer Prostituierten in den 1950er Jahren. Der Schwerpunkt der Ausstellung liegt allerdings in der Darstellung des inneren Bordellbetriebes. Nach einem Raum mit einem Einführungsfilm über den Alltag einer Prostituierten führt der Gang über ein Büro, das der Vermietung von Zimmern an die Benutzerinnen diente. Im ersten Stock zur Fensterseite können Besucher auf einem Barhocker die Perspektive einer auf Kunden wartenden Prostituierten einnehmen. Das Folgezimmer dient dann der eigentlichen Ausübung und ist mit einem Bett und einer Badewanne für zwei Personen ausgestattet. Die letzten Räume geben Streiflichter aus dem Leben der Prostituierten, hinsichtlich ihrer Herkunft, Motive und Ziele und enthalten einen Verkaufsshop für Andenken, unter anderem einen kleinen Museumsführer.